# Дина Вашингтон
Дина Вашингтон (англ. Dinah Washington), урождённая Рут Ли Джонс (англ. Ruth Lee Jones; 29 августа 1924[…], Таскалуса, Алабама — 14 декабря 1963[…], Детройт, Мичиган) — одна из самых знаменитых исполнительниц джаза и блюза в США. Также известна под псевдонимом «Королева Блюза».

## Карьера
Рут Ли Джонс родилась в Тускалусе, штата Алабама, США. Спустя три года её семья переехала в Чикаго. Юная Рут пела госпелы и играла на фортепиано в баптистской церкви Святого Луки, а в старших классах ей доверили дирижировать церковным хором. Вскоре Рут Ли Джонс выигрывает любительский конкурс в Чикагском Королевском Театре, где выступает с песней «I can’t face the Music». После победы на конкурсе в возрасте 15 лет, она начинает выступать в клубах.
Рут Ли Джонс выступает в различных джазовых клубах, пока один из её друзей не приводит её на прослушивание к Билли Холидей в бар Garrik. Через год на сцене джаз-бара вместо Рут Ли Джонс появляется Дина Вашингтон. Изобретение псевдонима приписывается Джо Глейзеру, менеджеру восходящей звезды и Лайонелу Хэмптону, руководившим одним из самых известных чикагских биг-бэндов, который пригласил Дину стать одной из его вокалисток. С Хэмптоном Дина Вашингтон выступала два года.
В 1943 году 19-летняя певица записала дебютный сингл «Evil Gal Blues». Сессии организовал автор этой композиции Леонард Фитер (Leonard Feather), а аккомпанировал в студии секстет, составленный из оркестрантов Лайонела Хэмптона. В 1946 году начинается сольная карьера Дины Вашингтон. С композитором Леонардом Фитером Дине пришлось работать ещё не один год. Именно ему она обязана своими лучшими ритм-н-блюзовыми записями 1940-х. В 1948 году Дина Вашингтон начинает работать под опекой рекорд-лейбла Mercury и записывает популярные джазовые и ритм-н-блюзовые композиции, которые регулярно фигурируют в первой десятке «черных» хитов. Первые синглы «It’s Too Soon to Know», «Am I Asking Too Much» и «Baby, Get Lost» добираются до вершины R&B-чарта.
Дина Вашингтон записывает десятки джазовых интерпретаций с биг-бэндами и небольшими ансамблями. Самые знаменитые — с Клиффордом Брауном (Clifford Brown), которые переросли в пластинку Dinah Jams, а также с Кларком Терри (Clark Terry), Беном Уэбстером (Ben Webster) и тогда ещё молодым Джо Завинулом (Joe Zawinul). С 1950 года, когда появилась её дебютная пластинка Dinah Washington Songs, впервые за последние восемь лет она выпускает 15 альбомов. В 1959 году имя Дины Вашингтон становится известным всему миру. Сначала песня «Unforgettable» поднимается в Тор 20 поп-чарта, а сам диск Unforgettable добирается до 10-го номера в рейтинге поп-альбомов. Затем её интерпретация хита Dorsey Brothers «What а Diff’rence а Day Makes», переложенного на мелодию латиноамериканского болеро, покоряет восьмую строчку хит-парада. Пластинку What а Diff’rence а Day Makes критики называют «одним из наиболее важных альбомов в истории женского вокала».

## Личная жизнь
Вашингтон была замужем восемь раз, у неё было два сына: Джордж Кеннет Дженкинс и Роберт Грейсон. Её мужьями были:
- Джон Янг (1942—1943)
- Джордж Дженкинс (1949)
- Уолтер Бьюкенен (1950)
- саксофонист Эдди Chamblee (1957)
- Рафаэль Кампос (1957)
- Горацио Майяр (1959—1960)
- Джеки Хейс (1960)
- футболист Ричард «Ночной поезд» Лейн[англ.] (1963).

Рано утром 14 декабря 1963 года Ричард Лейн лёг спать с Вашингтон, а когда проснулся, Дина уже не реагировала на попытки её разбудить. Посмертное исследование показало, что смерть наступила из-за смертельного сочетания лекарств секобарбитал и амобарбитал.

## Дискография
Альбомы
- 1950: Dinah Washington (MG-25260)
- 1950: Dynamic Dinah! — The Great Voice of Dinah Washington
- 1952: Blazing Ballads
- 1954: After Hours with Miss «D»
- 1954: Dinah Jams
- 1955: For Those in Love
- 1956: Dinah!
- 1956: In the Land of Hi-Fi
- 1956: The Swingin' Miss «D»
- 1957: Dinah Washington Sings Fats Waller
- 1958: Dinah Sings Bessie Smith
- 1958: Newport '58
- 1959: The Queen
- 1959: What a Diff’rence a Day Makes!
- 1959: Unforgettable
- 1960: The Two of Us (with Brook Benton)
- 1960: I Concentrate on You
- 1960: For Lonely Lovers
- 1961: September in the Rain
- 1962: Dinah '62
- 1962: In Love
- 1962: Drinking Again
- 1962: Tears and Laughter
- 1962: I Wanna Be Loved
- 1963: Back to the Blues
- 1963: Dinah '63
- 1963: This Is My Story
- 1964: In Tribute
- 1964: Dinah Washington (SR-25269)
- 1967: Dinah Discovered